# Oruru (rivière)
La rivière Oruru  (en anglais : Oruru River ) est un cours d’eau de la région du  Northlanddans l'Île du Nord de la Nouvelle-Zélande.

## Géographie
Elle s’écoule vers le Nord à partir de sa source située au Sud de la ville de Mangonui pour atteindre le fleuve Taipa à 5 km à partir du niveau de ville de Taipa.